# شث أجمي
شث أجمي (الاسم العلمي:Dodonaea caespitosa) هو نوع من النباتات يتبع جنس الشث من الفصيلة الصابونية.